# Cairn Toul
Cairn Toul (du gaélique Càrn an t-Sabhail, « colline de la grange ») est le quatrième sommet le plus élevé d'Écosse, derrière le Ben Nevis, le Ben Macdhui et le Braeriach. C'est le second plus haut sommet dans l'Ouest du massif de Cairngorms, lié par un col à environ 1 125 m d'altitude à Braeriach.
Cairn Toul est souvent gravi avec d'autres sommets. Au sud on peut le combiner avec The Devil's Point, 2,5 km au sud-est. Il peut également être gravi par le nord avec le Braeriach et le Sgor an Lochain Uaine. Chacune de ses voies est longue, mesurant une quinzaine de kilomètres.
La montagne peut également être gravie par l'ouest, en partant d'Achlean dans le Glen Feshie.